# Legió Francesa de Montevideo
La Legió Francesa de Montevideo (francès: Légion française de Montevideo) va ser una milícia formada per immigrants francesos que vivien a Montevideo el segle xix, amb l'objectiu de defensar la comunitat dels atacs d'alguns bàndols locals.
El diari de Montevideo en francès Le Patriote Français, i el principal dels seus fundadors, Auguste Dagrumet, van promoure la campanya de mobilització per a la formació de la Legió. Jean Thiebaut es va encarregar de l'organització d'aquest exèrcit.
Durant la Guerra Gran (1839-1851), 2.500 legionaris van lluitar al costat de l'exèrcit colorado de Fructuoso Rivera.